# Поттс, Дэн (футболист)
Дэниел Поттс (англ. Daniel Potts; род. 13 апреля 1994, Баркинг, Большой Лондон) — английский футболист, защитник клуба «Чарльтон Атлетик».

## Клубная карьера
Родился в городе Баркинг, Большой Лондон. Поттс — воспитанник клуба «Вест Хэм Юнайтед». 27 апреля 2011 года в матче против «Вулверхэмптон Уондерерс» он дебютировал за дубль команды. В декабре того же года, Поттс подписал свой первый профессиональный контракт. На следующей день, 17 декабря в матче против «Барнсли» Дэниел Поттс дебютировал в английском Чемпионшипе.
В мае 2012 года Поттс стал обладателем награды «Лучшему молодому „молотобойцу“». По итогам сезона «Вест Хэм Юнайтед» завоевал повышение в Премьер-лигу, обыграв в плей-офф «Блэкпул» на стадионе Уэмбли.
В ноябре Дэниел на правах краткосрочной аренды стал игроком «Колчестер Юнайтед». 24 ноября в матче против «Милтон Кинс Донс» Поттс дебютировал за новый клуб. В пяти проведённых матчах, «Колчестер Юнайтед» проиграл все встречи. 21 декабря аренда была продлена ещё на один месяц.
3 января 2013 года Поттс вернулся в расположение «Вест Хэм Юнайтед» и спустя два дня принял участие в матче Кубка Англии против «Манчестер Юнайтед». 12 января в матче против «Сандерленда» он дебютировал в Премьер-лиге, в матче он совершил результативную ошибку, которая привела ко второму голу соперника. 23 января в матче против «Арсенала» Поттс вышел на замену и получил сотрясение мозга в столкновении с Бакари Санья. На следующий день он был выписан из больницы и до конца сезона не выходил на поле.
20 ноября Поттс на правах месячной аренды перешёл в «Портсмут». Три дня спустя в матче против «Сканторп Юнайтед» он дебютировал за клуб. По окончании сезона 2014/15 Поттс покинул «Вест Хэм Юнайтед» спустя двенадцать лет в системе клуба.
В мае 2015 года Дэниел на правах свободного агента стал игроком «Лутон Таун». 11 августа в матче против «Бристоль Сити» он дебютировал за новый клуб. В конце месяца он получил травму подколенного сухожилия и вернулся в строй в октябре. 19 августа 2017 года в матче против «Колчестер Юнайтед» забил первый гол в составе «Лутон Таун». В плей-офф Чемпионшипа 2022/2023 Поттс реализовал решающий пенальти в послематчевой серии против «Ковентри Сити» и позволили клубу впервые в истории выйти в Премьер-лигу.

## Международная карьера
В мае 2013 года Поттс в составе молодёжной сборной Англии принял участие в молодёжном чемпионате мира в Турции. На турнире он сыграл в матчах против Ирака и Чили.